# Women's National Basketball Association 2006
La Women's National Basketball Association 2006 è stata la decima edizione della lega professionistica statunitense.
Vi partecipavano quattordici franchigie, divise in due conference. Al termine della stagione regolare (34 gare), le prime quattro di ogni raggruppamento si giocavano in semifinali e finali il titolo della conference; le due vincenti giocavano la finale WNBA.
Il titolo è stato conquistato per la seconda volta dalle Detroit Shock. La Most Valuable Player è stata Lisa Leslie delle Los Angeles Sparks.

## Stagione regolare

### Eastern Conference
|  |    | Classifica finale 2006 | Pt | G  | V  | P  | PtF | PtS |
|  | -- | ---------------------- | -- | -- | -- | -- | --- | --- |
|  | 1. | Connecticut Sun        | 52 | 34 | 26 | 8  | -   | -   |
|  | 2. | Detroit Shock          | 46 | 34 | 23 | 11 | -   | -   |
|  | 3. | Indiana Fever          | 42 | 34 | 21 | 13 | -   | -   |
|  | 4. | Washington Mystics     | 36 | 34 | 18 | 16 | -   | -   |
|  | 5. | New York Liberty       | 22 | 34 | 11 | 23 | -   | -   |
|  | 6. | Charlotte Sting        | 22 | 34 | 11 | 23 | -   | -   |
|  | 7. | Chicago Sky            | 10 | 34 | 5  | 29 | -   | -   |

### Western Conference
|  |    | Classifica finale 2006   | Pt | G  | V  | P  | PtF | PtS |
|  | -- | ------------------------ | -- | -- | -- | -- | --- | --- |
|  | 1. | Los Angeles Sparks       | 50 | 34 | 25 | 9  | -   | -   |
|  | 2. | Sacramento Monarchs      | 42 | 34 | 21 | 13 | -   | -   |
|  | 3. | Houston Comets           | 36 | 34 | 18 | 16 | -   | -   |
|  | 4. | Seattle Storm            | 36 | 34 | 18 | 16 | -   | -   |
|  | 5. | Phoenix Mercury          | 36 | 34 | 18 | 16 | -   | -   |
|  | 6. | San Antonio Silver Stars | 26 | 34 | 13 | 21 | -   | -   |
|  | 7. | Minnesota Lynx           | 20 | 34 | 10 | 24 | -   | -   |

## Play-off
|  | Semifinali Conference | Semifinali Conference | Semifinali Conference | Semifinali Conference | Semifinali Conference |    |    | Finali Conference | Finali Conference | Finali Conference | Finali Conference | Finali Conference |  |  | Finali WNBA | Finali WNBA   | Finali WNBA | Finali WNBA | Finali WNBA | Finali WNBA | Finali WNBA |
|  |                       |                       |                       |                       |                       |    |    |                   |                   |                   |                   |                   |  |  |             |               |             |             |             |             |             |
|  | 1EC                   | Connecticut Sun       |                       |                       |                       |    |    |                   |                   |                   |                   |                   |  |  |             |               |             |             |             |             |             |
|  | 4EC                   | Wash. Mystics         |                       |                       |                       |    |    |                   |                   |                   |                   |                   |  |  |             |               |             |             |             |             |             |
|  | 4EC                   | Wash. Mystics         | Connecticut Sun       |                       |                       |    |    |                   |                   |                   |                   |                   |  |  |             |               |             |             |             |             |             |
|  |                       |                       |                       |                       |                       |    |    |                   |                   |                   |                   |                   |  |  |             |               |             |             |             |             |             |
|  |                       |                       | Detroit Shock         |                       |                       |    |    |                   |                   |                   |                   |                   |  |  |             |               |             |             |             |             |             |
|  | 2EC                   | Detroit Shock         |                       |                       |                       |    |    |                   |                   |                   |                   |                   |  |  |             |               |             |             |             |             |             |
|  | 2EC                   | Detroit Shock         |                       |                       |                       |    |    |                   |                   |                   |                   |                   |  |  |             |               |             |             |             |             |             |
|  | 3EC                   | Indiana Fever         |                       |                       |                       |    |    |                   |                   |                   |                   |                   |  |  |             |               |             |             |             |             |             |
|  |                       |                       |                       |                       |                       |    |    |                   |                   |                   |                   |                   |  |  |             | Detroit Shock | 71          | 73          | 69          | 72          | 80          |
|  |                       |                       |                       | Sacramento Mon.s      | 95                    | 63 | 89 | 52                | 75                |                   |                   |                   |  |  |             |               |             |             |             |             |             |
|  | 1WC                   | L.A. Sparks           |                       |                       |                       |    |    |                   |                   |                   |                   |                   |  |  |             |               |             |             |             |             |             |
|  | 4WC                   | Seattle Storm         |                       |                       |                       |    |    |                   |                   |                   |                   |                   |  |  |             |               |             |             |             |             |             |
|  | 4WC                   | Seattle Storm         | L.A. Sparks           |                       |                       |    |    |                   |                   |                   |                   |                   |  |  |             |               |             |             |             |             |             |
|  |                       |                       |                       |                       |                       |    |    |                   |                   |                   |                   |                   |  |  |             |               |             |             |             |             |             |
|  |                       |                       | Sacramento Mon.s      |                       |                       |    |    |                   |                   |                   |                   |                   |  |  |             |               |             |             |             |             |             |
|  | 2WC                   | Sacramento Mon.s      |                       |                       |                       |    |    |                   |                   |                   |                   |                   |  |  |             |               |             |             |             |             |             |
|  | 2WC                   | Sacramento Mon.s      |                       |                       |                       |    |    |                   |                   |                   |                   |                   |  |  |             |               |             |             |             |             |             |
|  | 3WC                   | Houston Comets        |                       |                       |                       |    |    |                   |                   |                   |                   |                   |  |  |             |               |             |             |             |             |             |

## Vincitore
| Campione WNBA 2006        |
| ------------------------- |
| Detroit Shock (2º titolo) |

## Statistiche
| Categoria             | Giocatore        | Squadra             | Stat |
| --------------------- | ---------------- | ------------------- | ---- |
| Punti per gara        | Diana Taurasi    | Phoenix Mercury     | 25,3 |
| Rimbalzi per gara     | Cheryl Ford      | Detroit Shock       | 11,3 |
| Assist per gara       | Nikki Teasley    | Washington Mystics  | 5,4  |
| Palle rubate per gara | Tamika Catchings | Indiana Fever       | 2,9  |
| Stoppate per gara     | Margo Dydek      | Connecticut Sun     | 2,5  |
| FG%                   | Erin Buescher    | Sacramento Monarchs | 53,7 |
| FT%                   | Becky Hammon     | New York Liberty    | 96,0 |
| 3FG%                  | Laurie Koehn     | Washington Mystics  | 52,4 |

## Premi WNBA
- WNBA Most Valuable Player: Lisa Leslie, Los Angeles Sparks
- WNBA Defensive Player of the Year: Tamika Catchings, Indiana Fever
- WNBA Coach of the Year: Mike Thibault, Connecticut Sun
- WNBA Rookie of the Year: Seimone Augustus, Minnesota Lynx
- WNBA Most Improved Player: Erin Buescher, Sacramento Monarchs
- WNBA Finals Most Valuable Player: Deanna Nolan, Detroit Shock
- All-WNBA First Team:
  - Tamika Catchings, Indiana Fever
  - Katie Douglas, Connecticut Sun
  - Lauren Jackson, Seattle Storm
  - Lisa Leslie, Los Angeles Sparks
  - Diana Taurasi, Phoenix Mercury
- All-WNBA Second Team:
  - Seimone Augustus, Minnesota Lynx
  - Alana Beard, Washington Mystics
  - Cheryl Ford, Detroit Shock
  - Taj McWilliams, Connecticut Sun
  - Sheryl Swoopes, Houston Comets
- WNBA All-Defensive First Team:
  - Tamika Catchings, Indiana Fever
  - Lisa Leslie, Los Angeles Sparks
  - Sheryl Swoopes, Houston Comets
  - Tully Bevilaqua, Indiana Fever
  - Katie Douglas, Connecticut Sun
- WNBA All-Defensive Second Team:
  - Alana Beard, Washington Mystics
  - Margo Dydek, Connecticut Sun
  - Deanna Nolan, Detroit Shock
  - Cheryl Ford, Detroit Shock
  - Yolanda Griffith, Sacramento Monarchs
- WNBA All-Rookie First Team:
  - Seimone Augustus, Minnesota Lynx
  - Cappie Pondexter, Phoenix Mercury
  - Candice Dupree, Chicago Sky
  - Sophia Young, San Antonio Silver Stars
  - Monique Currie, Charlotte Sting